# Nunatak Buen Suceso
Der Nunatak Buen Suceso (spanisch für Gutes-Ereignis-Nunatak) ist ein Nunatak auf der Joinville-Insel in der Gruppe der Joinville-Inseln vor der Nordspitze der Antarktischen Halbinsel. Er ragt südöstlich des Kap Kinnes und am Nordufer der Bahía Dalinguer auf.
Argentinische Wissenschaftler benannten ihn. Der weitere Benennungshintergrund ist nicht überliefert.